# Filip Žderić
Filip Žderić (Karlsruhe, 11 dicembre 1991) è un ex calciatore croato, di ruolo difensore.

## Carriera
Il 12 gennaio 2018 viene acquistato a titolo definitivo dalla squadra albanese del Kukësi.